# Salitre (kommun)
Salitre är en kommun i Brasilien.   Den ligger i delstaten Ceará, i den östra delen av landet, 1 300 km nordost om huvudstaden Brasília. Antalet invånare är 15 453. Arean är 900 kvadratkilometer.
Terrängen i Salitre är kuperad åt sydost, men åt nordväst är den platt.
Omgivningarna runt Salitre är huvudsakligen savann. Runt Salitre är det glesbefolkat, med 20 invånare per kvadratkilometer.